# Chiesa di San Giorgio (Cis)
La chiesa di San Giorgio è la parrocchiale di Cis in Trentino. Fa parte della zona pastorale delle Valli del Noce e risale al XIII secolo.

## Storia

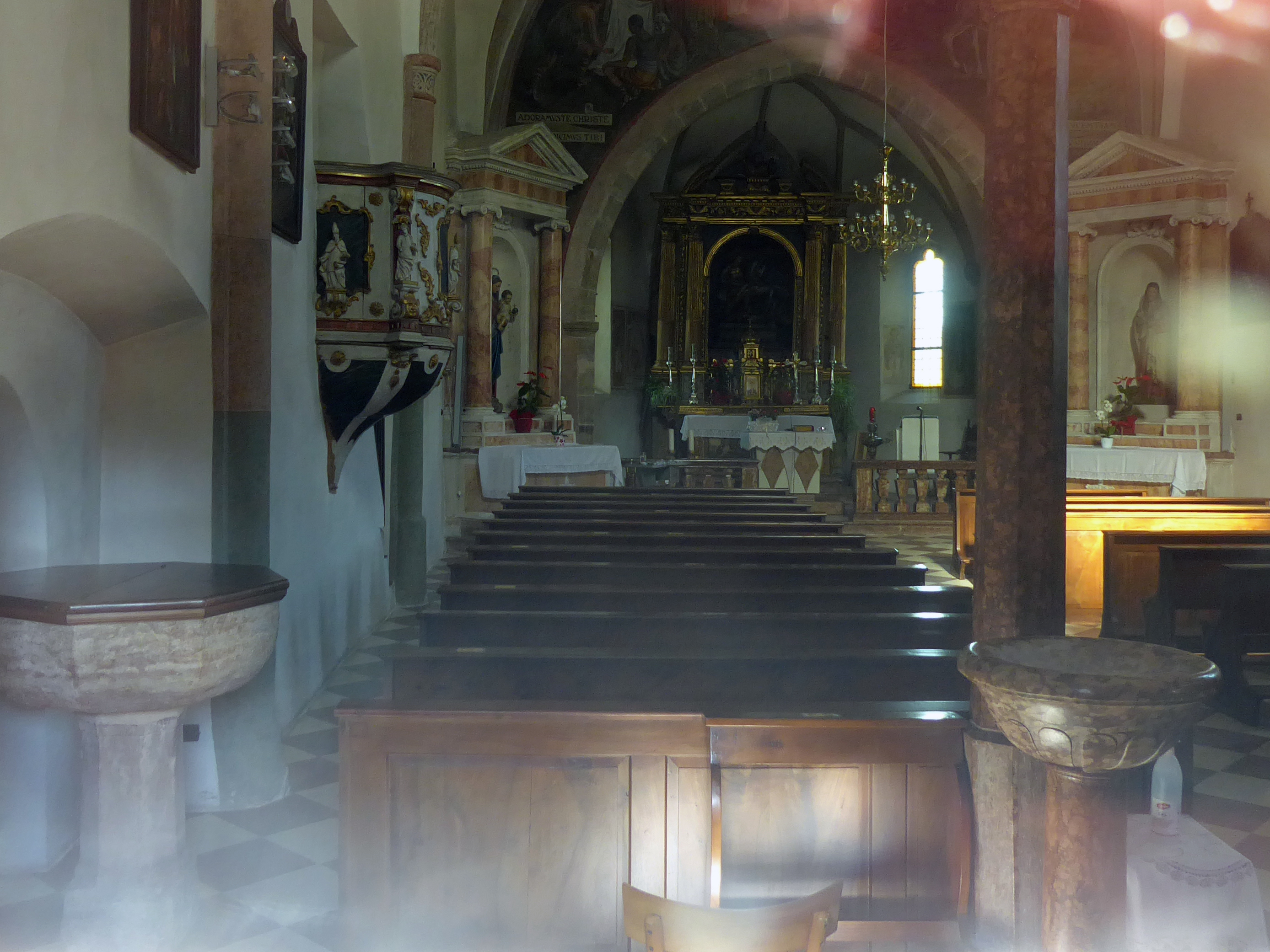
Interno

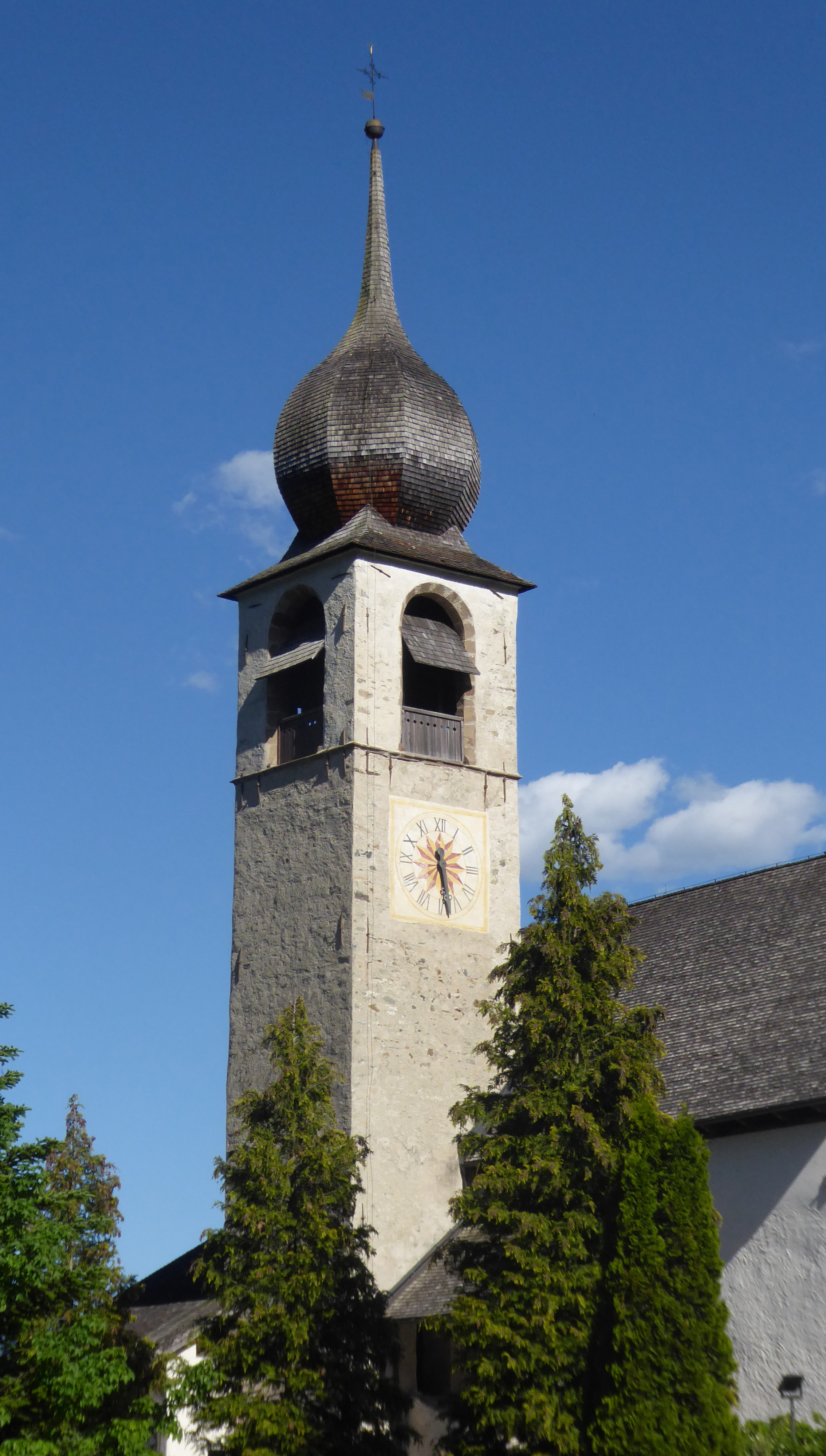
Campanile

Il momento preciso della costruzione del luogo di culto cattolico non è certo. Probabilmente una prima citazione indiretta si ebbe già nel 1117 ma fu solo dal 1266 che la chiesa venne ricordata su documenti e descritta come edificata accanto ad un camposanto. Rimane comunque accertata anche da indagini archeologiche recenti la preesistenza, sullo stesso sito, di un tempio pagano di epoca romana (tra il I e il VI secolo) ed ancora prima di insediamenti umani risalenti all'età del ferro.
L'antica chiesa venne ricostruita nel XV secolo e gli interventi in quel momento vollero consolidare l'edificio e aggiornarne l'aspetto secondo il gusto gotico e rinascimentale. Furono lavori dettati dalla necessità, apparsa evidente già da atti del 1384, di restaurare un tempio che si trovava in cattivo stato di mantenimento e, dopo la revisione degli aspetti strutturali, si pensò anche all'arricchimento decorativo con nuovi affreschi sia negli interni sia nelle parti strombate delle finestre esterne dell'abside.
Negli ultimi anni del XVI secolo l'edificio venne ampliato grazie ad un innalzamento di tutta la sala ed al conseguente rifacimento delle coperture del tetto e della facciata. Nel 1617, per disposizione del vescovo suffraganeo Pietro Belli, gli affreschi quattrocenteschi vennero imbiancati. Il portale maggiore venne costruito nel 1627.
Attorno alla metà del XVIII secolo vennero realizzati restauri conservativi e quasi un secolo più tardi vennero aggiunte le balaustre a separare la sala dal presbiterio. Nella seconda metà dell'Ottocento fu necessario intervenire più volte per riparare i danni causati da eventi atmosferici e da scosse di terremoto. Poi fu rinnovata completamente la pavimentazione di tutto l'edificio. Si cominciò dalle parti del presbiterio e della cantoria, anche in seguito a lavori su quest'ultima, e si concluse con la sala, per la quale venne utilizzata pietra nelle colorazioni bianche e rosse di Sfruz.
Negli anni trenta Matteo Tevini venne chiamato a decorare a fresco la volta che precede l'abside. A partire dalla seconda metà del XX secolo furono realizzati vari interventi restaurativi sia semplicemente conservativi sia per riparare i danni causai da eventi sismici. In tali occasioni la struttura della torre campanaria venne consolidata e, all'interno della navata, fu rinnovata la pavimentazione e vennero rivisti gli arredi in legno.

## Descrizione
La chiesa parrocchiale sorge in posizione leggermente isolata sul centro abitato e dominante sulla valle sottostante.
La navata all'interno è unica, e conserva lacerti di affreschi quattrocenteschi che furono imbiancati nel XVII secolo. L'affresco della Crocifissione è di Matteo Tevini. Sull'altar maggiore si trova un'importante scultura in legno che rappresenta San Giorgio a cavallo, opera ottocentesca di Ferdinando Demetz.